# Borkum
Borkum er en ø og en kommune i det nordvestlige Tyskland. Den ligger i landkreis Leer i Niedersachsen og har et areal på 30,7 km² og en befolkning på omkring 5.500 indbyggere. I vest danner sundet Westereems grænsen til Holland, i øst ligger Osteremssundet, i nord Nordsøen og i syd Vadehavet. Den er den største og vestligste af De østfrisiske øer nord for den hollandske provins Groningen.
Øen blev dannet af to tidligere adskilte øer, som stadig var adskilt af lavvandet i 1863. Grænseområdet mellem de to tidligere øer kaldes Tüskendör.
19. og 20. december 1934 opskød Wernher von Braun "Max" og "Moritz", to prototyper af A2-raketen, fra øen. Lager Borkum, en nazistisk arbejdslejr på Alderney var opkaldt efter Borkum.
Flere tidligere tyske soldater fra den 216. Marine-Flak-Abeitlung blev stillet for krigsret under Dachau-processen i 1946. De blev anklaget for ulovlig at have henrettet syv amerikanske soldater som overlevede en styrt på øen 8. april 1944.
Det er delvis forbudt med biler på øen. I lavsæsonen kan biler køre overalt, mens der på visse tider af året er bilfrie zoner. Den eneste by på øen kaldes også Borkum.

## Eksterne links
- Officielle side Arkiveret 16. juni 2008 hos  Wayback Machine

- Wikimedia Commons har flere filer relateret til Borkum